# Newton Carlos
Newton Carlos Pereira de Figueiredo, conhecido como Newton Carlos (Macaé, 19 de novembro de 1927 — Rio de Janeiro, 30 de setembro de 2019), foi um jornalista brasileiro de imprensa e televisão, considerado um pioneiro na sua especialidade de comentarista internacional.

## Biografia
Newton Carlos nasceu em Macaé e mudou-se para o Rio de Janeiro para estudar contabilidade. Começou a carreira na década de 1940, no jornal Correio da Manhã. Entre 1957 e 1959, escreveu artigos de análise sobre política internacional para o Jornal do Brasil. Passou pela Tribuna da Imprensa,  trabalhou por dois anos na Organização Internacional dos Sindicatos Livres, em Bruxelas, convidado pelo governo espanhol no exílio. Na volta ao Brasil,  na década de 1960, trabalhou na revista Manchete, no Jornal do Brasil (onde montou a primeira editoria de Internacional do país, a convite de Jânio de Freitas), na Folha de S.Paulo, onde foi colunista de política internacional por 25 anos. Teve passagens pelas  TVs Excelsior, Rio, Globo (onde trabalhou como redator do Jornal da Globo), Manchete e Bandeirantes.

## Livros publicados
- Bush e a Doutrina das Guerras Sem Fim. Editora Revan, 2003. ISBN 8571062811
- Camelot, uma Guerra Americana. Editora Objetiva, 1991.
- América Latina dois pontos, Editora Codecri, 1978.
- Chile com Allende : para onde vai? Editora GERNASA, 1970.
- 25 Anos Depois: De Hitler à III Guerra Mundial. Editora José Álvaro, 1964.